# ساشا راشیلو
ساشا راشیلُو (چکی: Saša Rašilov; ۶ سپتامبر ۱۸۹۱ – ۴ مهٔ ۱۹۵۵) بازیگر اهل کشور چکسلواکی بود. او بین سال‌های ۱۹۱۳ تا ۱۹۵۴ در ۳۰ فیلم ظاهر شد.